# Amilajvari

Escudo de armas de la familia Amilajvari.

Los Amilajvari (en georgiano: ამილახვარი) fue una casa nobiliaria de Georgia que alcanzó su prominencia en el siglo XV y poseyó grandes latifundios en Georgia central hasta la anexión del país por parte del Imperio ruso en 1801. Como consecuencia, la familia fue recibida entre los príncipes (Knyaz) del imperio bajo el nombre de Amilajvarov (en ruso: Амилахваровы, Амилохваровы, Amilajvarovi o Amilojvarovi, en 1825) y Amilajvari (Амилахвари, en 1850).

## Personas destacadas
- Aleksander Amilajvari (1750-1802), escritor político
- Ivane Amilajvari (1829-1905), general del ejército ruso
- Dimitri Amilakhvari (1906-1942), héroe francés de la Segunda Guerra Mundial